# ویخروو (استان اوپوله)
ویخروو (به لاتین: Wichrów) یک روستا در لهستان است که در گمینا رادووو (استان اوپوله) واقع شده‌است. ویخروو ۴۲۷ نفر جمعیت دارد.